# Dale Flavel
Pour les articles homonymes, voir Flavel.
Dale Flavel (né le 16 mars 1946) est un homme politique provincial canadien de la Saskatchewan. Il représente la circonscription de Last Mountain-Touchwood à titre de député du Nouveau Parti démocratique de la Saskatchewan de 1991 à 1999.

## Biographie
Né à Strasbourg en Saskatchewan, Flavel entame sa carrière politique avec son élection en 1991. Réélu en 1995, il est défait en 1999.